# يانيز كلوانس
يانيز كلوانس (9 أبريل 1935 - 5 أكتوبر 2010) كان لاعب شطرنج لاتفيًا، حائزًا على لقب أستاذ كبير من الاتحاد الدولي للشطرنج. كان ضابطًا محترفًا في الجيش السوفيتي.
فاز ببطولة لاتفيا تسع مرات (1954، 1962، 1967، 1968، 1970، 1971، 1975، 1979، و1986)، وشارك في العديد من البطولات السوفيتية. كان عضوًا في العديد من فرق الشباب اللاتفية الناجحة خلال أوائل ومنتصف الخمسينيات، إلى جانب نجوم مثل الأستاذ الكبير ميخائيل تال والأستاذ الكبير أيفارس جيبسليس.
شارك كلوفانز مع لاتفيا في أولمبياد الشطرنج مرتين. في مانيلا عام 1992، في فئة الاحتياط الثانية (+0−0 =2)، وفي إسطنبول عام 2000، في فئة الاحتياط الثالثة (+5 −4 =4).
حصل على لقب أستاذ دولي في عام 1976، ولقب أستاذ كبير في عام 1997، بعد فوزه في بطولة العالم للكبار. هذا الإنجاز ملحوظ لأنه كان أحد أقدم اللاعبين الذين حصلوا على لقب أستاذ كبير لإنجازاتهم الحالية، بدلاً من لقب فخري أو بأثر رجعي. يمكن تفسير ذلك بحقيقة أنه على الرغم من أنه كان أستاذًا قويًا لسنوات عديدة، إلا أنه نادرًا ما سُمح له باللعب خارج الاتحاد السوفيتي، وبالتالي كانت لديه فرص قليلة للحصول على ألقاب الاتحاد الدولي للشطرنج. من المرجح أن حياته المهنية كضابط في الجيش السوفيتي أعاقت فرصه الدولية في الشطرنج. في عام 2001 حصل على لقب أستاذ كبير في الشطرنج بالمراسلة الدولية.
فاز كلوانس ببطولة العالم للشطرنج لكبار السن في أعوام 1997 و1999 و2001. واستمر في اللعب حتى السبعينيات من عمره وحافظ على تصنيف الاتحاد الدولي للشطرنج الذي يزيد عن 2400، مما جعله أحد أقوى اللاعبين في فئته العمرية.
كان متزوجًا من بطلة لاتفيا ست مرات أسترا كلوفان وكان لديه ابنتان.

## روابط خارجية
- يانيز كلوانس على موقع مباريات الشطرنج (الإنجليزية)
- يانيز كلوانس على موقع 365Chess.com (الإنجليزية)
- يانيز كلوانس على موقع Chesstempo.com (الإنجليزية)
- يانيز كلوانس على موقع اتحاد المراسلات الدولية للشطرنج (الإنجليزية)
- يانيز كلوانس سجل أولمبياد الشطرنج على موقع OlimpBase.org (الإنجليزية)